# John Francis Fitzgerald
John Francis Fitzgerald (ur. 11 lutego 1863 w Bostonie, zm. 2 października 1950 w Bostonie) – amerykański polityk, ojciec Rosy Kennedy, dziadek prezydenta Johna F. Kennedy’ego.

## Życiorys
Będąc politykiem Partii Demokratycznej od 1895 do 1901 i w 1919 był członkiem Izby Reprezentantów. W latach 1906–1908 i 1910–1914 był burmistrzem rodzinnego Bostonu.
18 września 1889 poślubił Mary Hannon (1865–1964). W 1890 urodziła im się córka Rose, która w 1914 poślubiła Josepha Patricka Kennedy’ego Sr., który był synem Patricka Josepha Kennedy’ego, będącego politycznym rywalem jej ojca w Bostonie i w stanie Massachusetts.